# حمام الدار
حمام الدار هي عمل روائي للكاتب الكويتي سعود السنعوسي، تم نشره عام 2017 .
```
كلُّ من عاشَ في الدَّار يصيرُ من أهلها؛ حمامُ الدَّار لا يغيب وأفعى الدَّار لا تخون، هذا ما قالتهُ لي بصيرة قبلَ سنتين من يومِنا ذاك، جدَّةُ والدي، أو رُبَّما جدَّةُ جدَّتِه، لا أدري فهي قديمةٌ جدًا، أزليَّة، ساكنةٌ في زاويةِ بهو البيت العربي القديم، ملتحِفةً سوادَها أسفلَ السُّلَّم. لماذا أسفلَ السُّلَّم؟ لم أسأل نفسي يومًا عن مواضع أشياءٍ اعتدتُها مُنذ مولدي، في بيتٍ عربيٍّ تطلُّ حُجُراته الضيِّقة على بهوٍ داخلي غير مسقوف، بهو بصيرة التي لم أرَها تفتحُ عينيها يومًا، كأنما خِيطَ جفناها برموشها منذ الأزل.
```

## نبذة عن الكاتب
سعود السنعوسي (مواليد 1981) كاتب وروائي كويتي عضو رابطة الأدباء في الكويت ورابطة الصحفيين الكويتيين. فاز عام 2013 بالجائزة العالمية للرواية العربية عن روايته ساق البامبو. وهي رواية تتناول موضوع العمالة الأجنبية في دول الخليج. وقد اختيرت من بين 133 رواية مقدمة لنيل الجائزة. ويكتب في جريدة القبس الكويتية. وقد سبق أن نشر قصة «البونساي والرجل العجوز» التي حصلت على المركز الأول في مسابقة القصص القصيرة التي تجريها مجلة العربي الكويتية بالتعاون مع بي بي سي العربية. وقد سبق أن نشر رواية «سجين المرايا» التي فازت بجائزة ليلى العثمان لإبداع الشباب في القصة والرواية في دورتها الرابعة.

## وصلات خارجية
- صفحة رواية حمام الدار على موقع أبجد
- صفحة رواية حمام الدار على موقع جود ريدز